# Круг Михайло Володимирович
Миха́йло Володи́мирович Круг, справжнє прізвище — Воробйо́в (рос. Михаил Владимирович Круг; 7 квітня 1962, Калінін — 1 липня 2002, Твер) — російський поет, бард, композитор та виконавець пісень в стилі російського шансону. Один з найпопулярніших представників даного жанру, шанувальники називали його «королем російського шансону». Автор і виконавець пісні «Владимирский централ», що стала одним з найпопулярніших зразків російського шансону.

## Біографія
Михайло Воробйов народився 7 квітня 1962 року в Калініні (нині — Твер). Батько працював інженером-будівельником, мати — бухгалтером. Був другою дитиною в сім'ї (першою була сестра Михайла — Ольга). Його дитинство і юність пройшли в старому Пролетарському районі, про який згодом була написана пісня «Морозівське містечко» (рос. Морозовский городок). Навчався в музичній школі по класу баяна, але потім кинув її. Займався хокеєм, грав на позиції воротаря. У загальноосвітній школі він вчився погано, за спогадами родичів і друзів постійно тікав з уроків.
З шестирічного віку його кумиром був Володимир Висоцький. У 11 років Михайло Воробйов навчився грати на гітарі. Перші свої вірші він написав у 14 років, присвятивши їх своїй однокласниці. Коли одного разу на шкільному вечорі він виконав одну з пісень Висоцького, в школі вибухнув великий скандал. Після армії Воробйов під враженням його пісень став грати на гітарі і співати в його стилі.
Воробйов закінчив у місті Калініні училище № 39, отримавши фах слюсаря-авторемонтника. Після закінчення навчання він проходив строкову службу в армії в Україні, в Сумській області, у місті Лебедин в 304-й військовій школі молодших фахівців в/ч 54196-М (м. Лебедин, Сумська обл.). Повернувшись з армії, влаштувався на роботу у ВОГАТ (виробниче об'єднання вантажного автотранспорту) водієм, розвозив молочні продукти по місту протягом 10 років (з 1983 по 1993 рік). У 1987 році Михайла Воробйова призначили начальником автоколони і направили на навчання в Політехнічний інститут. Однак сидіти цілий день у кабінеті Михайлу не сподобалося, і через рік він знову став працювати водієм, а інститут кинув.

### Вбивство
У ніч з 30 Червня на 1 липня 2002 року на будинок Круга в селищі Мамуліно (мікрорайоні Твері) було скоєно розбійний напад. У будинку, крім співака, знаходилися ще п'ять чоловік, а саме його дружина Ірина, теща і троє дітей: син Дмитро від першого шлюбу Михайла, дочка Ірини — Марина і їх єдиний спільний син Олександр. Двері триповерхового будинку були відчинені. 
Двоє невідомих зловмисників проникли на третій поверх будинку приблизно між 23:00 і 0:15, де виявили тещу Круга і напали на неї, заподіявши їй тілесні ушкодження. На крики жінки прибіг Михайло з дружиною. Злочинці відкрили вогонь з пістолетів. Ірина зникла у сусідів, а Михайло отримав два важких вогнепальних поранення, після чого на час втратив свідомість. Злочинці втекли з місця злочину.
Прийшовши в себе Круг зумів дістатися до будинку сусіда Вадима Русакова, де ховалася його дружина. Оскільки швидка допомога відмовилася виїжджати без міліції, то Русаков сам відвіз його в Тверську міську лікарню № 6. Тим часом приїхали викликані міліція і «швидка допомога», які виявили в будинку Круга його поранену тещу. Діти Круга не постраждали — Дмитро сидів у навушниках, а Марина і Олександр спали і навіть не прокинулися. Сам Михайло Круг, незважаючи на зусилля лікарів, помер вранці 1 липня.

### Похорони
Прощальна панахида пройшла 3 липня о 10 годині ранку в Тверському драматичному театрі. На похоронах були присутні Володимир Жириновський, Олександр Семчев, Єфрем Амірамов, Катя Огонек, брати Жемчужні, Сергій Трофімов, Віка Циганова, багато керівників Тверської області, в тому числі і губернатор, Володимир Платов.
Траурна процесія з автомобілів розтягнулася на кілька кілометрів. Після відспівування в Воскресенському соборі Твері Михайло Круг був похований на Дмитрово-Черкаському кладовищі. 

### Версії вбивства та арешт банди «Тверські вовки»
Версії вбивства будувалися різні. Наприклад, продюсер Вадим Циганов висловив припущення, що це могло бути спробою пограбування. Незадовго до вбивства Круг записав альбом під робочою назвою «Тверічанка» (згодом випущений під назвою «сповідь»), за який він з дня на день повинен був отримати гонорар. Ця версія відзначалася тими, хто вірив, що Круга щиро поважали в кримінальних колах, проте саме вона на перших порах розслідування була найбільш популярною. За іншою версією, коло стало жертвою спланованого, а, можливо, і замовного вбивства. 
У 2008 році в Твері були заарештовані члени банди «Тверські вовки». Ірина Круг упізнала в одному з членів банди — Олександрі Агеєві (нар. 2 березня 1978) - вбивцю свого чоловіка, але його причетність довести слідству тоді не вдалося. Агєєв був засуджений довічно за інші злочини. 
10 серпня 2012 року в ЗМІ пройшла інформація, що в Твері знайдений скелет людини, який десять років тому вбив Михайла Круга. Місцезнаходження останків вказав злочинець, який відбуває довічний термін. Однак Слідчий комітет лише підтвердив факт виявлення скелета, але всю іншу історію спростував.
В кінці вересня 2012 року в ЗМІ з'явилася інформація про те, що справа розкрита, слідству відомі конкретні виконавці, які і були заарештовані. 28 травня 2013 року вдова Михайла Круга за останками і фотографії впізнала громадянина Дмитра Веселова, який вважався безпосереднім виконавцем вбивства співака. 
25 лютого 2014 року засуджений до довічного ув'язнення кілер банди «Волков» Олександр Осипов підтвердив в інтерв'ю газеті «Комсомольська правда», що вищезазначений Веселов і вбив Михайла Круга.
7 березня 2014 року «Комсомольська правда» опублікувала розслідування, де вперше були оприлюднені матеріали кримінальної справи та деталі вбивства Михайла Круга. Згідно з їхньою інформацією, М. В. Круг відмовився платити гроші кримінальному авторитету А. Костенко на прізвисько «Лом». Той, у свою чергу, інсценував пограбування (вкрадене передбачалося повернути). Пограбування пішло не за планом, і під час перестрілки Круга було вбито.

5 серпня 2019 року в ефірі програми «Нові російські сенсації» НТВ Олександр Агєєв зізнався в тому, що разом з Дмитром Веселовим брав участь у вбивстві Круга і пограбуванні його будинку, а обидва постріли зробив сам Веселов. Пограбування було санкціоновано місцевим авторитетом Олександром Івановичем Костенком, засновником банди «Тверські вовки». Коли Веселов дізнався, кого вбив, то став говорити своїм друзям про те, що побоюється за своє життя, а незабаром його вбив Олександр Осипов за вбивство Круга, видавши Агєєва як співучасника вбивства.

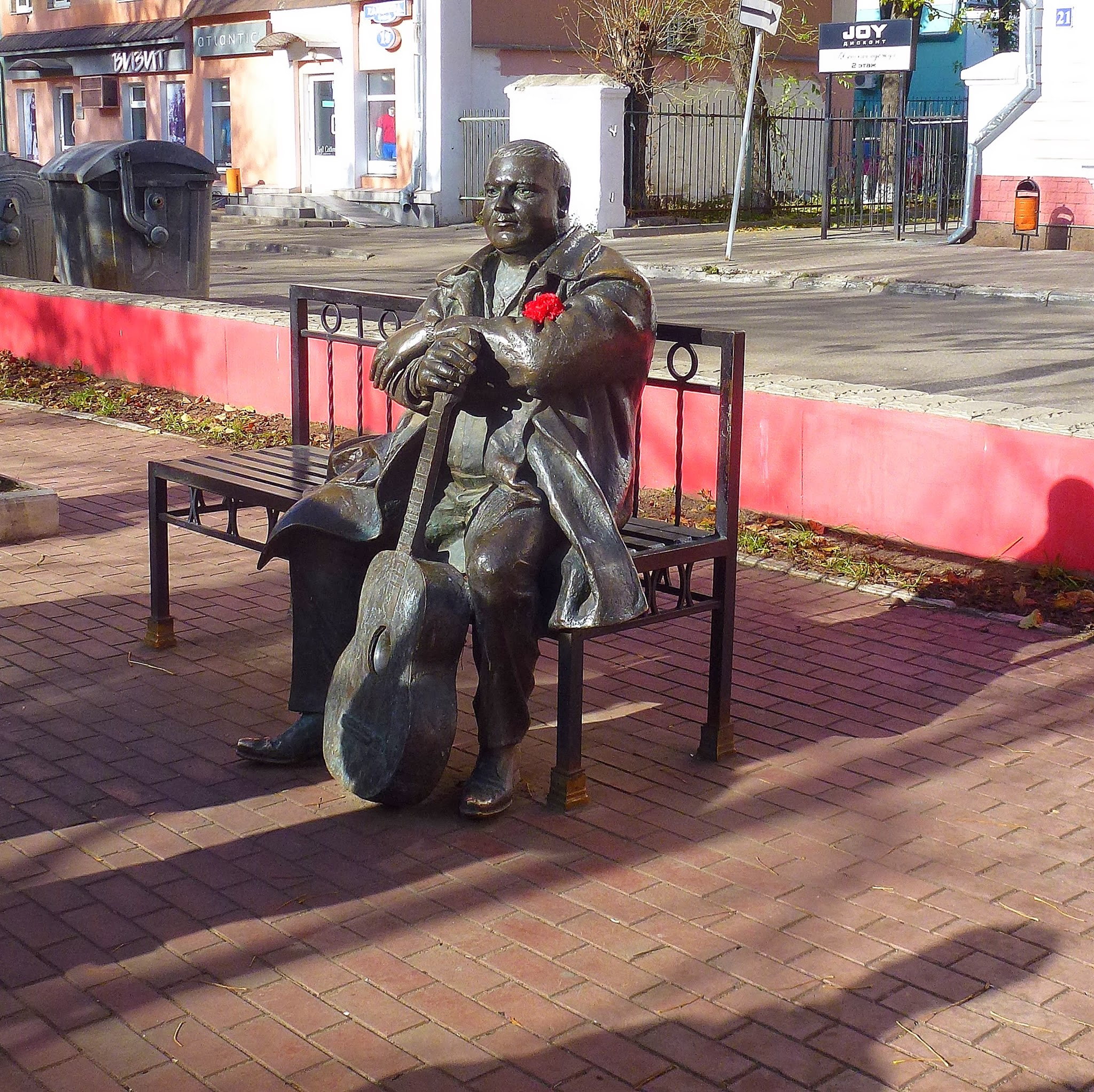
Пам'ятник Михайлу Кругу у Твері

## Дискографія
- «Жиган-лимон» (1994)
- «Зелёный прокурор» (1995)
- «Живая струна» (1996)
- «Мадам» (1998)
- «Роза» (1999)
- «Мышка» (2000)
- «Посвящение» (2002)
- «Исповедь» (2003) (посмертний альбом)